# Shake Your Body (Down to the Ground)
«Shake Your Body (Down to the Ground)» (en español, sacude el cuerpo (hasta el suelo)), es un sencillo grabado en 1978 por The Jacksons y publicado en 1979 por la discográfica CBS/Epic Records para el álbum Destiny.
La más exitosa de las grabaciones de los hermanos Jackson para Epic, "Shake Your Body" (originalmente titulada "Shake a Body") fue producida por los hermanos Jackson, escrito por Michael y Randy Jackson, con Michael como vocalista principal.
Lanzado en la radio como un "single" de tres minutos y cuarenta y cinco segundos (y reproducido en su versión completa de ocho minutos en los clubes), el "single" alcanzó el número siete en el Billboard Hot 100 y el número 3 en la lista Billboard R&B Singles chart. La versión subsiguiente 12" Disco Remix ofreció un sonido de ritmos y percusiones más enfocado, así como el nuevo "glissando" ascendente de tres octavas  por sintetizador de voz que no se escuchó la versión del álbum. "Shake Your Body (Down to the Ground)" vendió más de dos millones de copias, alcanzando la condición de doble platino de la Recording Industry Association of America.
- Datos: Q117707